# Хвостизм
Хвостизм — оппортунистическая идеология и тактика следования в хвосте событий, приспособления к отсталым, стихийным элементам движения, отрицающая роль политической партии и передовой теории в рабочем движении.
Понятие «хвостизма» впервые введено в марксистскую литературу В. И. Лениным для политической характеристики теории и практики «экономизма», позже оно применялось также для характеристики «меньшевизма», «ликвидаторства» и т. д.

Хвостизм в организационных вопросах представляет из себя естественный и неизбежный продукт анархического индивидуализма— В. И. Ленин. ПСС, т. 17, стр. 110.
 Борьба Ленина с народниками, со всякого рода попутчиками вызывает к жизни такие слова, как струвизм, хвостизм.
В своих трудах И. В. Сталин писал «Теория стихийности есть теория преуменьшения роли сознательного элемента в движении, идеология „хвостизма“, логическая основа всякого оппортунизма.»

«Ленин показал, что воспевать стихийный процесс рабочего движения и отрицать руководящую роль партии, сводя её роль к роли регистратора событий, — значит проповедывать „хвостизм“, проповедывать превращение партии в хвост стихийного процесса, в пассивную силу движения, способную лишь созерцать стихийный процесс и полагаться на самотек.»— Краткий курс истории ВКП(б)
 .

## Источник
- Краткий политический словарь. М. Политиздат. 1989 г.
- Д. Лукач. Хвостизм и диалектика // Проблемы политической философии: переводы, комментарии, полемика. Ростов-на-Дону: Ростиздат, 2012.